# Amelia Pittock
Amelia Pittock (* 25. Juli 1983 in Dromana) ist eine ehemalige australische Squashspielerin.

## Karriere
Amelia Pittock spielte von 2000 bis 2010 auf der WSA World Tour und gewann in dieser Zeit fünf Titel. Ihre höchste Platzierung in der Weltrangliste erreichte sie mit Rang 26 im März 2006. Im Einzel stand sie von 2004 bis 2006 insgesamt dreimal im Hauptfeld einer Weltmeisterschaft. Sie kam dabei nie über die Auftaktrunde hinaus. 2006 wurde sie an der Seite von Cameron Pilley Vizeweltmeister im Mixed. Sie unterlagen Joseph Kneipp und Rachael Grinham. 2005 und 2020 wurde sie australische Meisterin.
Sie spielte bei den Commonwealth Games 2006 und 2010. Im Damendoppel 2010 scheiterte sie mit Lisa Camilleri sowohl im Halbfinale als auch im anschließenden Spiel um Bronze. Mit der australischen Nationalmannschaft nahm sie 2004, 2006 und 2008 an Weltmeisterschaften teil. 2004 wurde sie mit der Mannschaft Weltmeister.
Mit ihrem Lebensgefährten, dem ehemaligen Weltmeister Rodney Martin, hat sie einen Sohn.

## Erfolge
- Weltmeister mit der Mannschaft: 2004
- Vizeweltmeister im Mixed: 2006 (mit Cameron Pilley)
- Gewonnene WSA-Titel: 5
- Australischer Meister: 2005, 2020